# Kanton Esternay
Der Kanton Esternay war bis 2015 ein französischer Wahlkreis im Arrondissement Épernay, im Département Marne und in der Region Champagne-Ardenne; sein Hauptort war Esternay, Vertreter im Generalrat des Départements war zuletzt von 2001 bis 2015 Patrice Valentin.
Der Kanton Esternay war 295,45 km² groß und hatte 5754 Einwohner (Stand 1999).

## Gemeinden
Der Kanton bestand aus 21 Gemeinden:
| Gemeinde                | Einwohner Jahr | Fläche km² | Bevölkerungsdichte | Code INSEE | Postleitzahl |
| ----------------------- | -------------- | ---------- | ------------------ | ---------- | ------------ |
| Bethon                  | 286 (2013)     | –          | – Einw./km²        | 51056      | 51260        |
| Bouchy-Saint-Genest     | 185 (2013)     | –          | – Einw./km²        | 51071      | 51310        |
| Champguyon              | 269 (2013)     | –          | – Einw./km²        | 51116      | 51310        |
| Chantemerle             | 50 (2013)      | –          | – Einw./km²        | 51124      | 51260        |
| Châtillon-sur-Morin     | 184 (2013)     | –          | – Einw./km²        | 51137      | 51310        |
| Courgivaux              | 295 (2013)     | –          | – Einw./km²        | 51185      | 51310        |
| Escardes                | 86 (2013)      | –          | – Einw./km²        | 51233      | 51310        |
| Les Essarts-lès-Sézanne | 268 (2013)     | –          | – Einw./km²        | 51235      | 51120        |
| Les Essarts-le-Vicomte  | 160 (2013)     | –          | – Einw./km²        | 51236      | 51310        |
| Esternay                | 1.932 (2013)   | –          | – Einw./km²        | 51237      | 51310        |
| La Forestière           | 234 (2013)     | –          | – Einw./km²        | 51258      | 51120        |
| Joiselle                | 95 (2013)      | –          | – Einw./km²        | 51306      | 51310        |
| Le Meix-Saint-Epoing    | 271 (2013)     | –          | – Einw./km²        | 51360      | 51120        |
| Montgenost              | 166 (2013)     | –          | – Einw./km²        | 51376      | 51260        |
| Nesle-la-Reposte        | 91 (2013)      | –          | – Einw./km²        | 51395      | 51120        |
| Neuvy                   | 233 (2013)     | –          | – Einw./km²        | 51402      | 51310        |
| La Noue                 | 379 (2013)     | –          | – Einw./km²        | 51407      | 51310        |
| Potangis                | 102 (2013)     | –          | – Einw./km²        | 51443      | 51260        |
| Réveillon               | 106 (2013)     | –          | – Einw./km²        | 51459      | 51310        |
| Saint-Bon               | 110 (2013)     | –          | – Einw./km²        | 51473      | 51310        |
| Villeneuve-la-Lionne    | 293 (2013)     | –          | – Einw./km²        | 51625      | 51310        |

## Bevölkerungsentwicklung
| 1962 | 1968 | 1975 | 1982 | 1990 | 1999 | 2006 |
| ---- | ---- | ---- | ---- | ---- | ---- | ---- |
| 4437 | 5005 | 4521 | 4343 | 4531 | 4754 | 5200 |